# فرودگاه دیاگیلو
فرودگاه دیاگیلو (به انگلیسی: Dyagilevo) (به زبان بومی: авиабаза Дягилево) یک فرودگاه نظامی با کد یاتا - است که یک باند فرود بتن دارد و طول باند آن ۳۰۰۰ متر است. این فرودگاه در شهر ریازان کشور روسیه قرار دارد و در ارتفاع ۱۳۴ متری از سطح دریا واقع شده است.